# حور غاري الأوراق
حور غاري الأوراق أو حَور غاري (الاسم العلمي:Populus laurifolia) هو نوع من النباتات يتبع جنس الحور من الفصيلة الصفصافية.